# 永福稲荷神社 (杉並区)
永福稲荷神社（えいふくいなりじんじゃ）は、東京都杉並区永福にある神社。

## 由緒
当神社は、社伝によれば享禄3年（1530年）に永福寺の開山秀天和尚が、永福寺境内の鎮守として、伊勢外宮より豊受大神を勧請したものされている。このように寺の鎮守として祀られたわけだが、寛永16年（1639年）の検地の際に、永福寺村持ちの鎮守になったといわれている。明治維新後、永福寺から分離して今日に至っている。明治11年（1878年）には社殿を町全体を守るように西向きに建て直された。明治40年（1907年）10月には北野神社を合祀している。

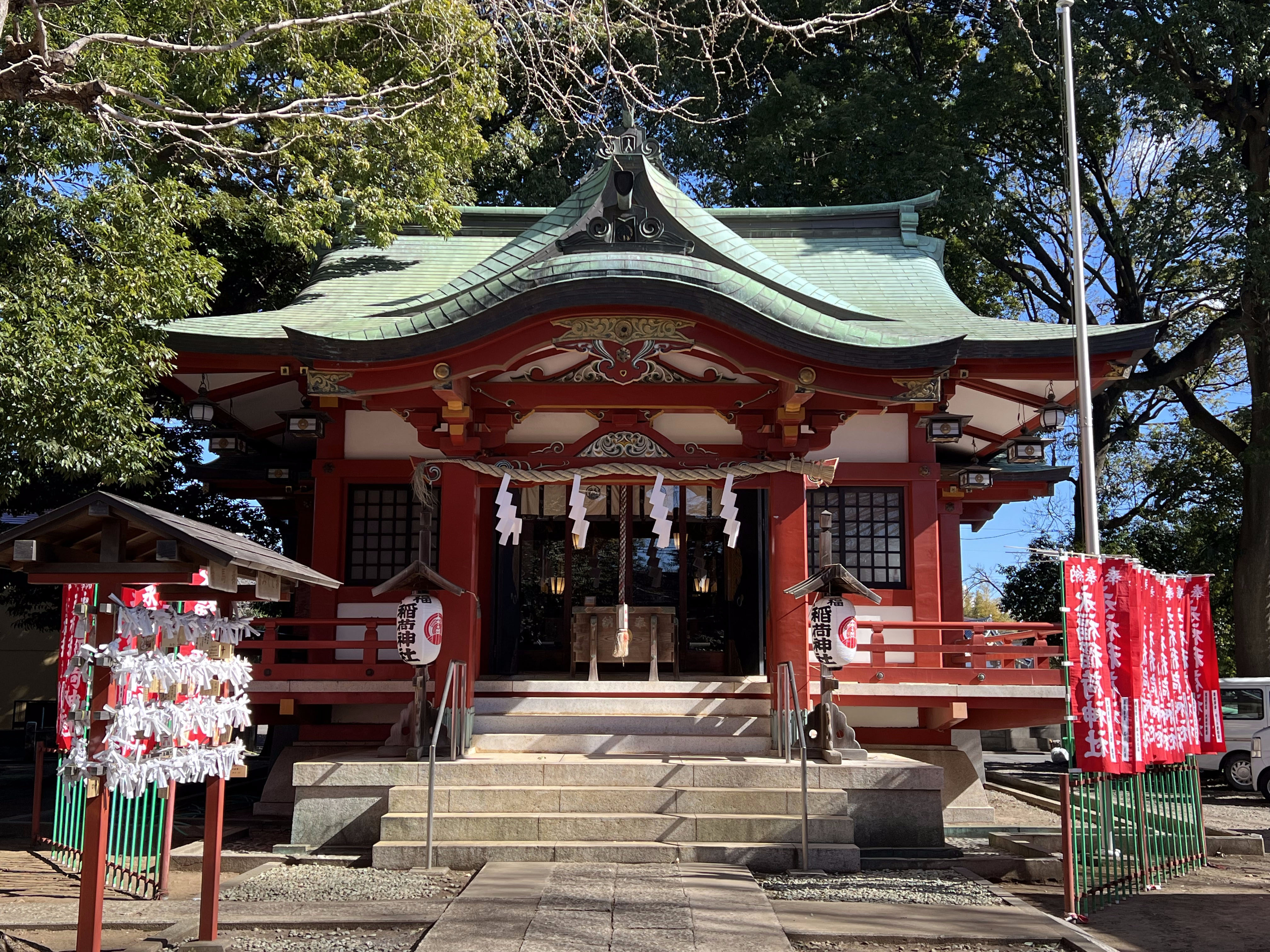
拝殿

## 境内末社
- 天王社
- 白山神社
- 白鳥神社
- 天神社

## 境外末社
- 御嶽神社

## アクセス
- 京王井の頭線・永福町駅より徒歩約4分